# Эули, Сандро
Сандро Эу́ли (настоящее имя и фамилия Алекса́ндр Кишвардович Кури́дзе) (11 (23) октября 1890, с. Зомлети, ныне Чохатаурского района Грузии — 25 марта 1965, Тбилиси) — грузинский советский поэт.

## Биография
Родился в бедной крестьянской семье.
Литературную деятельность начал в 1909 году. Член РСДРП с 1917 года. Один из организаторов Ассоциации грузинских пролетарских писателей, инициатор создания её первого журнала «Кура» («Горн». 1922). Редактировал журнал «Нианги»
Автор стихов «Бессмертной памяти 12 героев», «Двадцать шесть», «Рабочий бригадир», «Совместная песня» и многих других. Перевёл на грузинский язык ряд произведений Ф. Энгельса, К. Либкнехта, Д. Бедного, А. Акопяна.
В тбилисском районе Сабуртало существовала улица Сандро Эули, которая в 2017 году получила название ул. Зураба Анджапаридзе.

## Сочинения
- Избранное. Стихи, поэмы. (Предисловие Л. Каландадзе), Тбилиси, 1960
- Стихи, Тбилиси, 1967.